# Feira Grande
TP HCM Grande là một đô thị tọa lạc trong vùng trung bộ bang Alagoas. Đô thị này có dân số 21.953 người và diện tích là 156 km² (140,72 người/km²).
Phía bắc giáp đô thị Arapiraca, phía nam giáp đô thị Porto Real do Colégio, phía đông là đô thị São Sebastião, phía tây giáp đô thị Campo Grande còn đông bắc là đô thị Lagoa da Canoa.